# Louis de la Vallée Poussin
Louis de La Vallée Poussin sau Louis Etienne Joseph Marie de la Vallée Poussin (n. 1 ianuarie 1869, Liège, Valonia, Belgia – d. 18 februarie 1938, région métropolitaine de Bruxelles, Valonia, Belgia) a fost un renumit indolog și specialist în budismul sanscrit.

## Biografie
Își face studiile la Universitatea din Liege (1884-1888), unde obține titlul de Docteur en philosophie et lettres (iulie 1888), urmează apoi Universitatea Catolică din Louvain (1888-1891), unde obține titlul de Docteur en langues orientales (iulie 1891), cu teza La doctrine du salut dans le bouddhisme posterieur ("Doctrina salutului in buddhismul tarziu"). Preia catreda de sanscrită de la Universitatea din Liege în perioada 1891-1892. Din 1892 până în 1930 este profesor de "Gramatică comparată a limbii grecești și latine" și este numit pentru a preda sanscrită în cadrul cursului "Langue et litterature sanscrites" la Universitatea Ghent (Belgia). Este membru al Academiei Regale a Belgiei din 1910, membru de onoare al Royal Asiatic Society, membru de onoare Ecole francaise d'Extreme-Orient, Doctor honoris causa al Oxford University.

### Articole și studii
- The Buddhist wheel of life from a new source, JRAS 1897;
- Vedānta et Bouddhisme, C.R. du IVe Congres Scientifique du Catholicisme, Bruxelles 1898;
- Bouddhisme: notes et bibliographie, LM, 1899;
- Tibetan texts of the Mādhyamika philosophy (from the Bstanhgyur), JBTSI 7.1, 1900;
- Buddhist sūtras quoted by Brahmin authors, JRAS 1901;
- Le Bouddhisme d'apres les sources brahmaniques. Note preliminaire, LM n.s. 2, 1901 - 3, 1902;
- Nouvelles recherches sur la doctrine de l'acte, JA 1903;
- Deux notes sur le pratityasamutpada, CIDO 14, 1905, vol. I;
- A first lesson in Buddhist philosophy, Qu 10, 1918-19;
- Dogmatique bouddhique. La negation de l'ame et la doctrine de l'acte, JA 1920;
- Madhyamaka, ERE 8, 1926;
- Notes on (1) sunyata and (2) the middle path, IHQ 4, 1928;
- Le dogme et la philosophie du Bouddhisme, Etudes sur l'histoire des religions 6, Paris, 1930;
- Mādhyamika, MCB 2, 1933;
- The Mādhyamikas and the Tathatā, IHQ 9, 1933;
- Note sur l'alayavijnana, MCB 3, 1934;
- Svatmani kartatvavirodhat, IC 1, 1934;
- Musīla et Nārada. Le chemin du nirvana, MCB 5, 1937;

### Cărți
- Bouddhisme: Opinions sur l'histoire de la dogmatique, Paris 1909;
- Nirvana, Paris 1925;
- Bouddhisme, études et matériaux: Ādikarmapradīpa, Bodhicaryāvatāratīkā. Éd. Luzac & co., 1898.
- Bouddhisme: opinions sur l'histoire de la dogmatique. Leçons faites à l'Institut catholique de Paris en 1908 Volume 2 de Études sur l'histoire des religions. Éd. G. Beauchesne & cie, 1909.
- Documents d'Abhidharma : La controverse du temps, des dieux, les quatre, les trois vérités
- Documents d'Abhidharma: 2. La doctrine des refuges : 3. Le corps de l'Arhat est-il pur ?
- Dynasties et histoire de l'Inde depuis Kanishka jusqu'aux invasions musulmanes, Volume 6, Partie 2 de Histoire du monde. Éd. de Boccard, 1935.
- Études et textes tantriques Pañcakrama. Éd. H. Engelcke, 1896.
- Indo-Européens et Indo-Iraniens: l'Inde jusque vers 300 av. J.-C., Volume 1. Éd. de Boccard, 1936.
- L’Abhidharmakośa de Vasubandhu, volume 16. Éd. Institut belge des hautes études chinoises, 1971
- L'Inde aux temps des Mauryas et des barbares, Grecs, Scythes, Parthes et Yue-tchi, Volume 6,Partie 1, Histoire du monde. Éd. de Boccard, 1930.
- La morale Bouddhique. Éd. Nouvelle librairie nationale, 1927.
- Nirvâṇa. Éd. Dharma, 2001. ISBN: 9782864870357
- Vijñaptimātratāsiddhi : La siddhi de Hiuantsang. Éd. P. Geuthner, 1928.

## Traduceri în limba română
- Louis de la Vallée Poussin, Brahmanismul, cu o sinteză asupra filosofiei Vedānta, Traducere din limba franceză: Ilie Iliescu, Editura Herald, Colecția Eseuri, București, 2001, 144 p., ISBN 973-9453-41-4